# Germán Muñoz
German Muñoz (Lima, 23 giugno 1973) è un ex calciatore peruviano, di ruolo difensore.